# 弋陽郡
弋阳郡，中国古代的郡。
曹魏黄初元年（220年），分汝南郡、江夏郡地设置弋阳郡，治所在弋阳县（今河南省潢川县），下辖四县：弋阳、期思、轪和、西阳，属于豫州。南北朝刘宋永初三年（422年），下辖弋阳、期思、安丰3县，属于南豫州。南齐建元元年（479年），下辖五县：弋阳、期思、南新息、上蔡、平舆。
南齐永明十三年（495年），弋阳郡被北魏取得，领弋阳县。南梁在蒙笼城（今湖北省麻城市北鹅笼司）侨置弋阳郡，武定末年东魏取得，下辖侨县汝南、期思。北齐天保七年（556年），废汝南、期思二侨县，下辖实县信安、北西阳。北周领信安县，579年，并将河南潢川的弋阳郡改为淮南郡。南朝梁又侨治弋阳郡西阳县（今湖北黄冈市区东南），隋朝开皇三年（583年），与麻城北的弋阳郡一起废除。天宝元年（742年）改光州为弋阳郡；下辖定城县、光山县、固始县、仙居县、殷城县。乾元元年（758年）复为光州。
漢朝弋阳郡太守
- 田豫（建安末年）

唐朝弋阳郡太守
- 李休光（742年）
- 奚绎（天宝年间）
- 严损之（754年）